# Paul Kemp

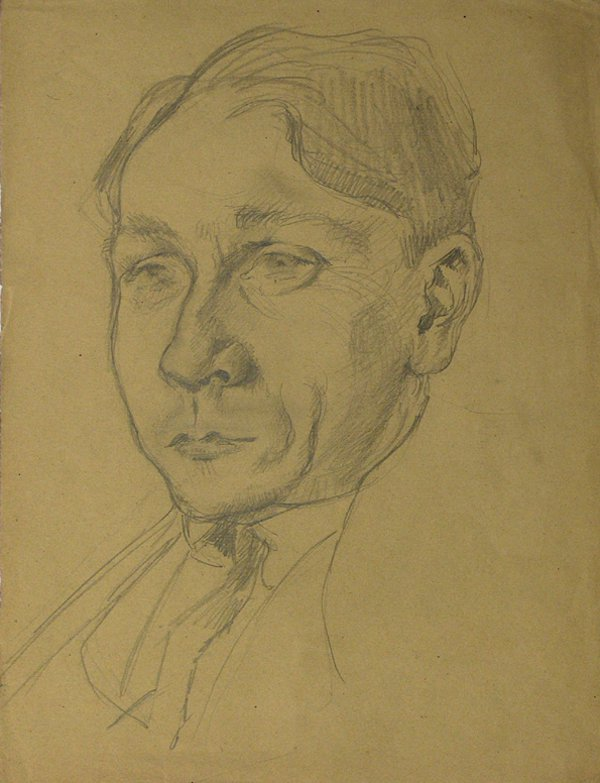
Paul Kemp, avtecknad på 1920-talet.

Paul Kemp, född 20 maj 1896 i Bad Godesberg, Kejsardömet Tyskland, död 13 augusti 1953 i Bonn, Västtyskland, var en tysk skådespelare och komiker. Han utbildade sig till skådespelare i Düsseldorf efter första världskriget. Kemp spelade teater under 1920-talet innan han filmdebuterade 1930. Han medverkade i över 90 tyska filmer, nästan alltid i komedifilmer och underhållningsfilmer. Ett av hans paradnummer var Charleys tant som han spelade flera gånger på scen och på film 1934.

## Filmografi, urval
- 1931 – M
- 1932 – Två unga hjärtan
- 1934 – Csardasfurstinnan
- 1934 – Mitt hjärta längtar
- 1934 – Prinsessans kärleksaffärer
- 1936 – Födelsemärket
- 1936 – Blommor från Nizza
- 1938 – Lille Don Juan
- 1938 – En förförare med otur
- 1941 – Fröken Casanova
- 1941 – Kärleksduellen
- 1948 – Den himmelska valsen
- 1952 – Cirkusblod